# Aglyptodactylus laticeps
Aglyptodactylus laticeps is een kikker uit de familie gouden kikkers (Mantellidae). De soort werd voor het eerst wetenschappelijk beschreven door Frank Glaw, Miguel Vences en Wolfgang Böhme in 1998. De soort behoort tot het geslacht Aglyptodactylus.

## Leefgebied
De kikker komt voor in Afrika en is endemisch in Madagaskar. De soort is alleen nog gevonden in het Kirindy Forest, in de westelijk gelegen droge loofbossen van Madagaskar. De soort leeft op een hoogte van ongeveer 100 meter boven zeeniveau en heeft een verspreidingsgebied van minder dat 5000 km2.